# Gino Coppedè

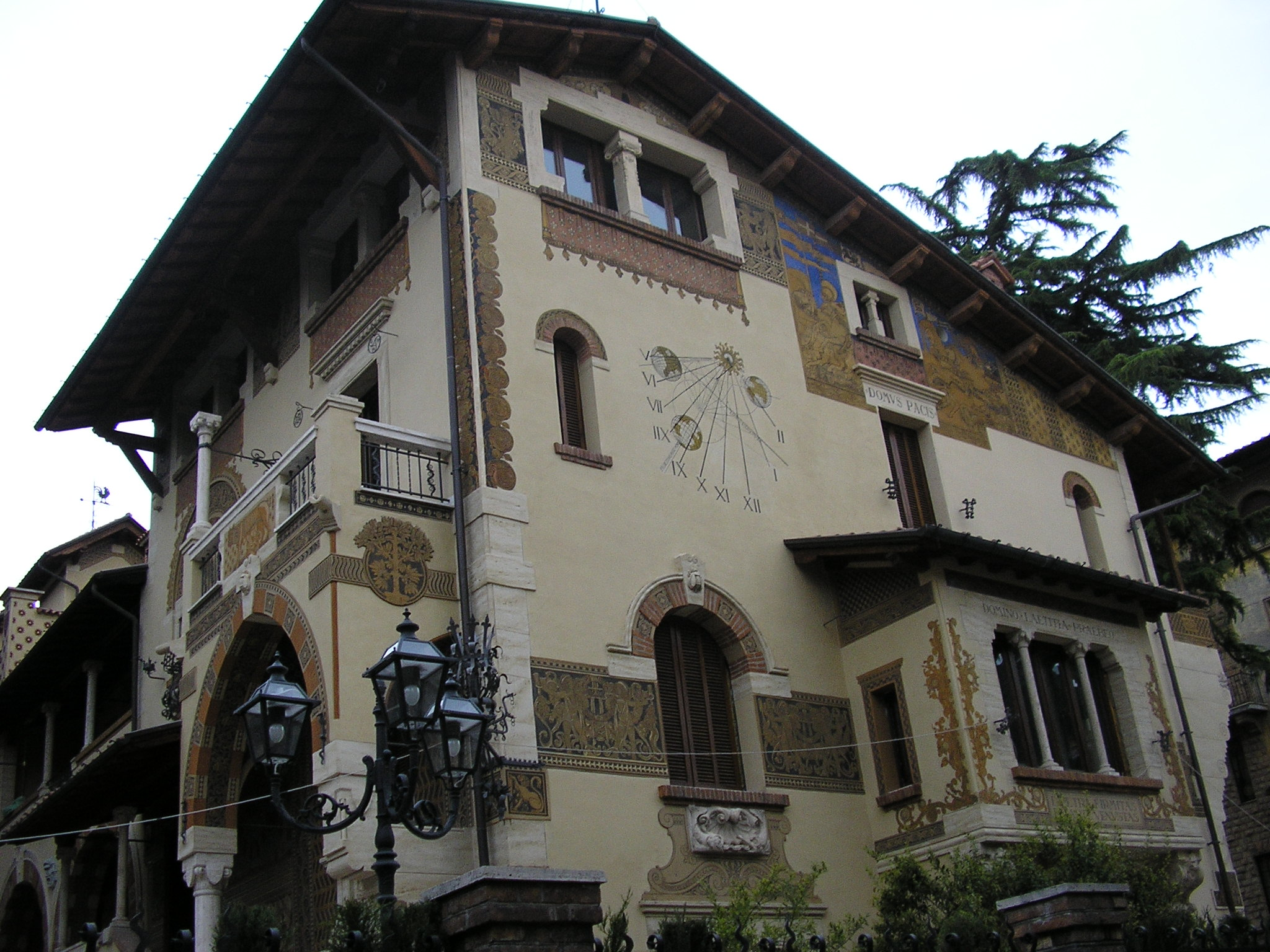
Una casa del "Quartiere Coppedè" en Roma

Gino Coppedè (Florencia, 26 de septiembre de 1866- Roma, 20 de septiembre de 1927) fue un arquitecto, escultor y decorador italiano.

## Biografía
Hijo de Mariano Coppedè y Gonzo Antonieta, hermano de Adolfo Coppedè (que fue también arquitecto), fue un artista ecléctico, desarrolló un estilo ornamental, que coincide en algunos puntos con el Modernismo.
Estudió en la Scuole Pie y en la Scuola Professionale di Arti Decorative Industriali de Florencia. Entre 1885 y 1890 trabajó en el taller de su padre donde entra en contacto con algunos arquitectos toscanos de la época. En 1891 entra en la "Accademia delle Belle Arti de Florencia" y se gradúa de profesor de diseño arquitectónico.
En 1889 se había casado con Beatriz Romanelli, hija del escultor Pasquale Romanelli con quien tuvo tres hijas, Anna (1890), Matilda (1892) y Margaret (1897).
Se convierte en profesor en el Regio Orfanotrofio Puccini de Pistoia, en colaboración con algunas de las fundiciones de la ciudad. Es llamado posteriormente a Génova por Evan Mackenzie donde diseña y construye el Castillo Mackenzie (1890) que será su primer gran éxito.
En 1919 fue contratado para la construcción de varios edificios en Roma en el distrito que más tarde sería conocido como Coppedé, y también para otros edificios en Messina bajo el patrocinio de la firma de banca de Fratelli Cerruti Génova. A partir de este año, colabora con sus hermanos para el suministro de determinados buques de la Saboya Lloyd y Cosulich Compañía Triestina di Navigazione.
Entre 1920 y 1921 trabaja junto al Ingeniero Ugolotti al proyecto para trasladar la estación de Roma Termini. En 1924 comenzó la construcción del nuevo palacio del Marqués de la Montilla, en Sevilla. En 1926 fue nombrado profesor residente "emérito" de la Academia de Diseño de Florencia.
Muere el 20 de septiembre de 1927 en Roma, a causa de la gangrena, producida por las complicaciones pulmonares causadas tras de una operación. Está enterrado en Florencia, el cementerio de San Miniato, en la tumba familiar.

## Obras
- Castillo Mackenzie 1897-1902 – via C.Cabella 15
- Villa Coppedè 1902 – via Rossetti 33
- Castillo Türcke 1903 – via capo di Santa Chiara 24B
- Cimitero degli Inglesi 1904 – Cimitero di Staglieno
- Tomba Davidson 1904 – Cimitero di Staglieno
- Villa Dellepiane 1904-1905 – via privata Piaggio 33
- Tomba Ernesto Puccio 1905-1907 - Cimitero di Staglieno
- Cappella del Convento delle Suore Riparatrici (distrutta) 1905 – via Curtatone
- Officine San Giorgio 1905-1906 – via L.Manara (Sestri Ponente)
- Villa Mario Canepa 1905-1906 – via privata Piaggio 41
- Villa Martini 1905-1906 – Sal.Nuova N.S. del Monte 5A
- Villino Mackenzie 1905-1906 (distrutto nel 1962) - Sal. Nuova N.S. del Monte 5C
- Villino Queirolo 1906 - Sal.Nuova N.S. del Monte 5B
- Villino Cogliolo 1906 – via Piaggio 44
- Palazzo Bogliolo 1906 – corso Firenze 9
- Palazzo Zuccarino 1906-1907 – via Maragliano 2
- Grand Hotel Miramare di Genova 1906-1908 – via Pagano Doria
- Ingresso alla stazione della ferrovia elettrica Principe-Granarolo 1908 – via del Lagaccio
- Villa Micheli poi Castello Bruzzo 1904?-1910 – via Piaggio 9
- Palazzo della Meridiana (ristrutturazione interne) 1907?-1913 – piazza della Meridiana
- Hotel Eden (ristrutturazione) 1907?-1913 – via Casotti
- Cappella Borzino 1908-1910 – Cimitero di Staglieno
- Palazzo Pastorino 1900-1910 – via B.Bosco 57
- Palazzo Zuccarino-Cerruti 1909-1912 – via XX Settembre
- Villino Bozzano 1910-1911 - Sal.Nuova N.S. del Monte 5
- Palazzin (attribuita) 1911-1912 – via Sivori 10
- Palazzina Profumo 1913-1914 – corso Italia 44
- Esposizione di Marina ed Igiene marinara 1914 (distrutta) piazza della Vittoria/piazza Verdi
- Tomba Ettore Moro 1913-1924 – Cimitero di Staglieno
- Villa Maria Cerruti 1914 – via Piaggio 31
- Cappella Canali de Althaus 1921 – Cimitero di Staglieno
- Villa Canali e portineria 1924-1925 – corso Italia 26
- Villa Maria Cerruti 1924-1925 – via Piaggio 27
- Villa Strameri 1919-1927 – via Sforza 21A
- Castelinho do Flamengo 1918 - Praia do Flamengo 158, RJ

## Links
- Le costruzioni moderne in Italia : facciate di edifizi in stile moderno: Genova (enlace roto disponible en Internet Archive; véase el historial, la primera versión y la última)., ed.Crudo, Torino, 1909.

- Datos: Q549387
- Multimedia: Gino Coppedè / Q549387